# Laccophilus vitshumbii
Laccophilus vitshumbii är en skalbaggsart som beskrevs av Guignot 1959. Laccophilus vitshumbii ingår i släktet Laccophilus och familjen dykare. Inga underarter finns listade i Catalogue of Life.